# 朱胤榿
瀋懷王朱胤榿（？—1530年），明朝第四代瀋王瀋恭王朱詮鉦的庶第一子瀋靖王朱勛𣴣的嫡第二子。他在嘉靖六年（1527年）管理瀋府事，未及嗣封瀋王就在嘉靖九年（1530年）去世，無子。
後來族兄弟瀋憲王朱胤栘嗣封瀋王，亦追封他為瀋王，諡號懷。